# Степаново (Вашкинский район)
Степаново — деревня в Вашкинском районе Вологодской области.
Входит в состав Покровского сельского поселения, с точки зрения административно-территориального деления — в Покровский сельсовет.
Расстояние по автодороге до районного центра Липина Бора — 85 км, до центра муниципального образования деревни Покровское — 16 км. Ближайшие населённые пункты — Васюково, Речево, Тимошино.
По данным переписи в 2002 году постоянного населения не было.